# Lamath
Lamath is een gemeente in het Franse departement Meurthe-et-Moselle (regio Grand Est) en telt 200 inwoners (2005). De plaats maakt deel uit van het arrondissement Lunéville.

## Geografie
De oppervlakte van Lamath bedraagt 5,6 km², de bevolkingsdichtheid is 35,7 inwoners per km².

## Verkeer en vervoer
In de gemeente ligt spoorwegstation Xermaménil - Lamath.
De onderstaande kaart toont de ligging van Lamath met de belangrijkste infrastructuur en aangrenzende gemeenten.

## Demografie
Onderstaande figuur toont het verloop van het inwonertal (bron: INSEE-tellingen).